# Alpagut (genus)
Alpagut is een geslacht van wantsen uit de familie van de Dipsocoridae (Veenmoswantsen). Het geslacht werd voor het eerst wetenschappelijk beschreven door Kiyak in 1995.

## Soorten
Het genus bevat de volgende soorten:

- Alpagut castaneovitreus (Linnavuori, 1951)
- Alpagut maroccanus (Wagner, 1960)
- Alpagut masakazui Yamada & Hayashi, 2020
- Alpagut medius (Rey, 1888)